# Stenotothorax martini
Stenotothorax martini är en skalbaggsart som beskrevs av Van Dyke 1928. Stenotothorax martini ingår i släktet Stenotothorax och familjen Aphodiidae. Inga underarter finns listade i Catalogue of Life.